# 卡薩航空
卡薩航空（Casa Air Service）是一家摩洛哥的航空公司。1995年该航空公司开始提供空中运输服务。在1995年前的40余年间，还航空公司参与了农业飞机服务。
卡薩航空总部设在卡萨布兰卡穆罕默德五世国际机场。